# الساعد (نجم)
أو بيتا الفرس الأعظم Beta Pegasi اسمه التقليدي Scheat مشتق من الاسم العربي وهو نجم في كوكبة الفرس الأعظم
يعتبر الساعد نجم لامع نسبيا مقارنة مع درجة حرارة سطحه التي تعتبر باردة نسبيا التي تصل إلى 3700 درجة كلفن وهو عملاق أحمر وأكبر من الشمس ب 95 مرة وضياءه ب 1500 مرة من الشمس . ويتغير القدر الظاهري ما بين 2.31 + إلى 2.74+ .